# Marc Sergi Sil (legat)
Marc Sergi Sil (en llatí: Marcus Sergius Silus), va ser un magistrat romà. Era fill de Marc Sergi Sil, i va ser l'avi de Catilina. Formava part de la gens Sèrgia i portava el cognomen Sil.
Va ser llegat de Luci Emili Paule a la Tercera Guerra Macedònica contra Perseu de Macedònia.